# Jeannine Schiller
Jeannine Schiller (* 21. Februar 1944) ist ein ehemaliges österreichisches  Model.

## Leben
Vom 18. bis zum 25. Lebensjahr war sie verheiratet; nach der Trennung arbeitete sie nach eigenen Angaben als
Fotomodell. Sie hat aus dieser Ehe zwei Kinder.
Seit Juni 1979 ist sie mit dem am 3. September 1947 geborenen Kommerzialrat Friedrich Schiller verheiratet, der Kindermodengeschäfte betreibt. Sie organisiert als Ehrenvorstand der Österreichischen Krebshilfe Wien Benefiz-Modeschauen und andere
Wohltätigkeitsveranstaltungen. In drei sogenannten Schiller Therapiezentren des Hilfswerks Austria (im Gebiet Rayon Rezina Moldawien) erhalten Kinder mit Behinderung bedarfsorientierte Bewegungs- und Musiktherapie. Zudem ist sie Botschafterin für Kinder in Not bei der Krebshilfe. Sie war 2007 bei VOX Gastgeberin bei der deutschen Kochshow Das perfekte Dinner und nahm im ORF 2008 an der vierten Staffel von Dancing Stars sowie an der ersten Staffel der Sendung Wir sind Kaiser teil. Schiller ist dement.

## Auszeichnung
2005 erhielt sie für ihren Einsatz für Projekte des Hilfswerks Austria den Prix de L'Humanite.